# Muriel Kennett Wales
Muriel Kennett Wales   (Belfast, 9 de juny de 1913 - Vancouver, 8 d'agost de 2009) va ser una matemàtica irlandesa-canadenca, considerada com la primera dona irlandesa a obtenir un doctorat en matemàtica pura.
Muriel Kennett va nàixer el 9 de juny de 1913 a Belfast. En 1914, sa mare es va traslladar a Vancouver i es va tornar a casar, per la qual cosa Muriel va passar a ser coneguda pel nou cognom de sa mare: Wales.
Va estudiar a la Universitat de Colúmbia Britànica, on va obtenir el grau en 1934 i un màster en 1937 amb la tesi Determination of Bases for Certain Quartic Number Fields (Determinació de bases per a certs cossos de nombres cuárticos). En 1941 va obtenir el seu doctorat de la Universitat de Toronto amb la dissertació Theory of Algebraic Functions Based on the Use of Cycles (Teoria de funcions algebraiques basada en l'ús de cicles), dirigida per Samuel Beatty (que al seu torn va ser la primera persona a obtenir un doctorat a Canadà, en 1915).
Va passar la major part de la dècada de 1940 treballant en física atòmica, a Toronto i a Mont-real, i en 1949 va tornar a Vancouver, on va treballar en l'empresa de transport del seu padrastre.